# Hayes MacArthur
Hayes MacArthur (* 16. April 1977 in Chicago) ist ein US-amerikanischer Schauspieler und Stand-up-Komiker.

## Leben und Karriere
In Chicago geboren, besuchte Hayes MacArthur die Deerfield Academy. Er erhielt einen Bachelor of Arts am Bowdoin College in Brunswick. Er studierte an der Groundlings Theater Company und an der Atlantic Theater Company.
Seine ersten Fernsehauftritte als Komiker hatte MacArthur 2003 in Rebels of Comedy Competition. Auftritte hatte er auch in Sendungen wie Mad TV, Pushing Daisies und Premium Blend. Er war 2005 wesentlich an dem Kurzfilm The Adventures of Big Handsome Guy and His Little Friend beteiligt. 
Des Weiteren hatte MacArthur kleine Auftritte in Medium – Nichts bleibt verborgen, Entourage, Suburgatory und Happy Endings. In den Jahren 2007 und 2009 war er für zwei Folgen in How I Met Your Mother zu sehen. Zwischen 2008 und 2009 war er in insgesamt fünf Folgen der Serie Worst Week zu sehen. Eine Hauptrolle hatte MacArthur von 2010 bis 2011 in der Serie Perfect Couples an der Seite von Mary Elizabeth Ellis, David Walton und Olivia Munn inne. Die Serie wurde jedoch nach der ersten Staffel von NBC eingestellt. Von 2012 bis 2013 war er in einer wiederkehrenden Rolle in Go On zu sehen.

### Privates
Im Dezember 2007 verlobte sich MacArthur mit der Heroes-Darstellerin Ali Larter. Die beiden heirateten am 1. August 2009. Am 20. Dezember 2010 kam ihr Sohn auf die Welt. Am 15. Januar 2015 wurde die gemeinsame Tochter geboren.

## Filmografie (Auswahl)
- 2005: King of Queens (Fernsehserie, eine Folge)
- 2005: Medium – Nichts bleibt verborgen (Medium, Fernsehserie, eine Folge)
- 2007: Daddy ohne Plan (The Game Plan)
- 2007–2009: How I Met Your Mother (Fernsehserie, 2 Folgen)
- 2007: Lass es, Larry! (Curb Your Enthusiasm, Fernsehserie, eine Folge)
- 2008: Entourage (Fernsehserie, eine Folge)
- 2008: Pushing Daisies (Fernsehserie, eine Folge)
- 2008–2009: Worst Week (Fernsehserie, 5 Folgen)
- 2010: Zu scharf um wahr zu sein (She’s Out of My League)
- 2010: So spielt das Leben (Life as We Know It)
- 2010–2011: Perfect Couples (Fernsehserie, 13 Folgen)
- 2011: Happy Endings (Fernsehserie, eine Folge)
- 2012: Suburgatory (Fernsehserie, eine Folge)
- 2012: Alex und Whitney – Sex ohne Ehe (Whitney, Fernsehserie, 2 Folgen)
- 2012: Die Hochzeit unserer dicksten Freundin (Bachelorette)
- 2012–2013: Go On (Fernsehserie, 7 Folgen)
- 2014: Ghost Movie 2 (A Haunted House 2)
- 2014: Verrückt nach Barry (Someone Marry Barry)
- 2016: Angie Tribeca (Fernsehserie)
- 2019: Merry Happy Whatever (Fernsehserie)
- 2020: Out of Play: Der Weg zurück (The Way Back)
- 2020: The Binge
- 2024: Dear Santa – Teuflische Weihnachten (Dear Santa)